# Fabian Henning
Fabian Henning (* 28. April 1989) ist ein deutscher Rettungsschwimmer.
Henning wurde 2007 Europameister. Im Jahr 2010 wurde er bei der Weltmeisterschaft in Ägypten in der Staffel im Freiwasser gemeinsam mit Tobias Knoll, Matthias Meng und Sebastian Hofmann überraschend Weltmeister. 2016 erreichte er in der Staffel mit Rettungsleine gemeinsam mit Matthias Meng erneut Gold bei den Weltmeisterschaften.
Im Jahr 2010 durfte sich Henning in Anerkennung seines sportlichen Erfolgs als Rettungsschwimmer bei den Weltmeisterschaften in das Goldene Buch der Stadt Magdeburg eintragen.